# Symfonie nr. 25 (Hovhaness)
Alan Hovhaness voltooide zijn Symfonie nr. 25 opus 275 "Odysseus" op 24 november 1973.
Hovhaness schreef zijn Majnunsymfonie op basis van de Perzische liefdesgeschiedenis van Layla en Majnun. In zijn 25e symfonie keerde Hovhaness zich meer naar het westen; ditmaal diende Odysseus en de liefde tussen hem en Penelope als basis voor een symfonie. De symfonie klinkt lang zo liefdevol niet als haar voorganger. De symfonie beeldt eerste de daadwerkelijke thuiskomst van Odysseus uit en daarna de spirituele thuiskomst. De muziek van nr. 24 bestond voornamelijk uit hymneachtige melodielijnen; deze symfonie is grover opgezet. Al vanaf het zeer onrustige begin met ritmevrije getokkel op de strijkinstrumenten is duidelijk dat er gefeest wordt. Een lieflijke passage volgt, maar dan is het tijd voor gedans. Opnieuw een lieflijke passage gaat over in een bacchanale. Gedurende de gehele symfonie wisselen deze fragmenten elkaar af. Het slot wordt gevormd door een decrescendo met vibrafoon-klanken boven dezelfde strijkinstrumenten uit het begin, maar dan veel meer in de pianosterkte.
De symfonie bestaat uit een deel, de bovenstaande secties zijn daarbinnen te onderscheiden. Het kent geen structuur als symfonie, het wordt daarom ingedeeld als symfonisch gedicht.

## Orkestratie
- 1 dwarsfluit ook piccolo, 1 hobo, 1 klarinet, 1 fagot
- 1 hoorn, 1 trompet, 1 trombone, 1 tuba
- pauken en percussie waaronder vibrafoon en tamtam;
- violen, altviolen, celli, contrabasen.

## Discografie
Van het werk bestaat anno 2010 slechts één opname; een opname uit 1974. De componist dirigeerde het Polyphonia Orchestra. De muziek verscheen eerst op het Poseidon-platenlabel van de componist, later verkreeg Crystal Records de rechten. De compact disc vermeldde daarbij dat de opnamen uit 1970 stamde, hetgeen niet mogelijk is, omdat de 25e symfonie toen nog niet gecomponeerd was. De geluidskwaliteit van deze opname is matig; ook het orkest klinkt niet altijd zuiver.
Deze combinatie verzorgde ook de eerste uitvoering in de Queen Elizabeth Hall in Londen op 10 april 1974.